# Renaissance: A Film by Beyoncé
Renaissance: A Film by Beyoncé es una película de concierto de 2023 dirigida, escrita y producida por la cantante estadounidense Beyoncé. Distribuida mediante AMC Theaters como resultado de un acuerdo directo, la cinta funge como una integración documental del proceso creativo del séptimo álbum de estudio de la intérprete, Renaissance (2022), y grabaciones inéditas del desarrollo de su novena gira musical, Renaissance World Tour.
De acuerdo a su síntesis oficial, Renaissance: A Film by Beyoncé remarca la intervención de la cantante en cada aspecto de la producción del álbum y el espectáculo de la gira, así también como su «mente creativa, el objetivo de generar su legado y el perfeccionamiento de su arte». El rapero Jay-Z, esposo de Beyoncé, así como sus tres hijos Blue Ivy, Rumi y Sir Carter aparecen durante la filmación. Celebridades como Diana Ross, Megan Thee Stallion, Cardi B y Kendrick Lamar también cuentan con participaciones. Durante los créditos se reveló el tema inédito titulado «My House», el cual también fue lanzado simultáneamente.
Su premier se llevó a cabo el 25 de octubre de 2023 en el Samuel Goldwyn Theater de Los Ángeles, mientras que su disponibilidad internacional fue a partir del 21 de diciembre tras el evento de estreno realizado en el Odeon Leicester Square de Londres un día antes. La película recibió elogios de los críticos, quienes enaltecieron el metraje de los recitales, la presencia escénica de Beyoncé, producción y elementos detrás de escena, recaudando además una cantidad de USD $44 millones en taquilla.

## Antecedentes
El 29 de julio de 2022, Beyoncé publicó su séptimo álbum de estudio Renaissance, el cual fue recibido mediante elogios en reseñas y éxito comercial. Fanáticos y críticos musicales hicieron énfasis sobre el hecho que la cantante no haya realizado acompañamientos visuales como en sus anteriores trabajos de B'Day (2007), Beyoncé (2013), Lemonade (2016) y The Lion King: The Gift (2019), los cuales son frecuentemente descritos como «álbumes visuales» o piezas cinematográficas musicales. 

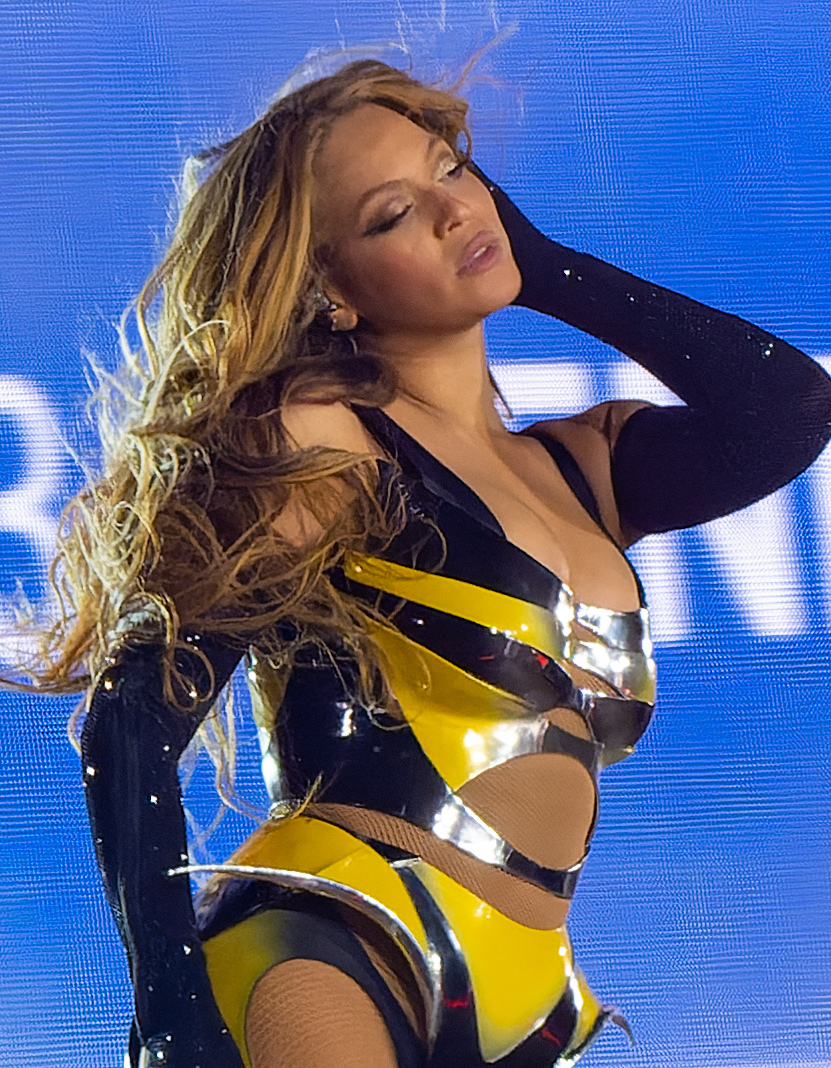
Beyoncé en Londres durante el Renaissance World Tour.

Beyoncé estrenó el 9 de agosto de 2022 un teaser del primer tema de Renaissance, «I'm That Girl», incluyendo un breve montaje de más de veinte atuendos, con los que medios de comunicación interpretaron como un avance de diversos videos musicales «imponentes» para cada pista del álbum. La intérprete anunció oficialmente la gira Renaissance World Tour el 1 de febrero de 2023, con las etapas europea y norteamericana mediante su cuenta de Instagram, iniciando su recorrido el 10 de mayo de 2023 en Estocolmo y culminando en Kansas City el 1 de octubre del mismo año.
El 30 de septiembre de 2023, Variety reportó que Beyoncé proyectaría una película de la gira a través de AMC Theatres, similarmente a Taylor Swift: The Eras Tour. Renaissance: A Film by Beyoncé fue anunciada oficialmente durante el recital final en el Arrowhead Stadium en Kansas City, mediante una proyección del tráiler en las pantallas del escenario para estar posteriormente disponible en línea. La cinta fue puesta en venta a los mayores estudios cinematográficos y plataformas de streaming, con el que el «fructífero» trato de Swift con AMC de recibir más del 50% de las ganancias de recaudación fue tomado como la decisión «final y definitiva» de estrenarse de la misma manera. Además, reportes constituyentes indicaron que el contenido sería de un «alcance ambicioso», incorporando momentos destacables de la gira y el metraje documentario del desarrollo creativo tanto del espectáculo como del álbum.

## Estreno

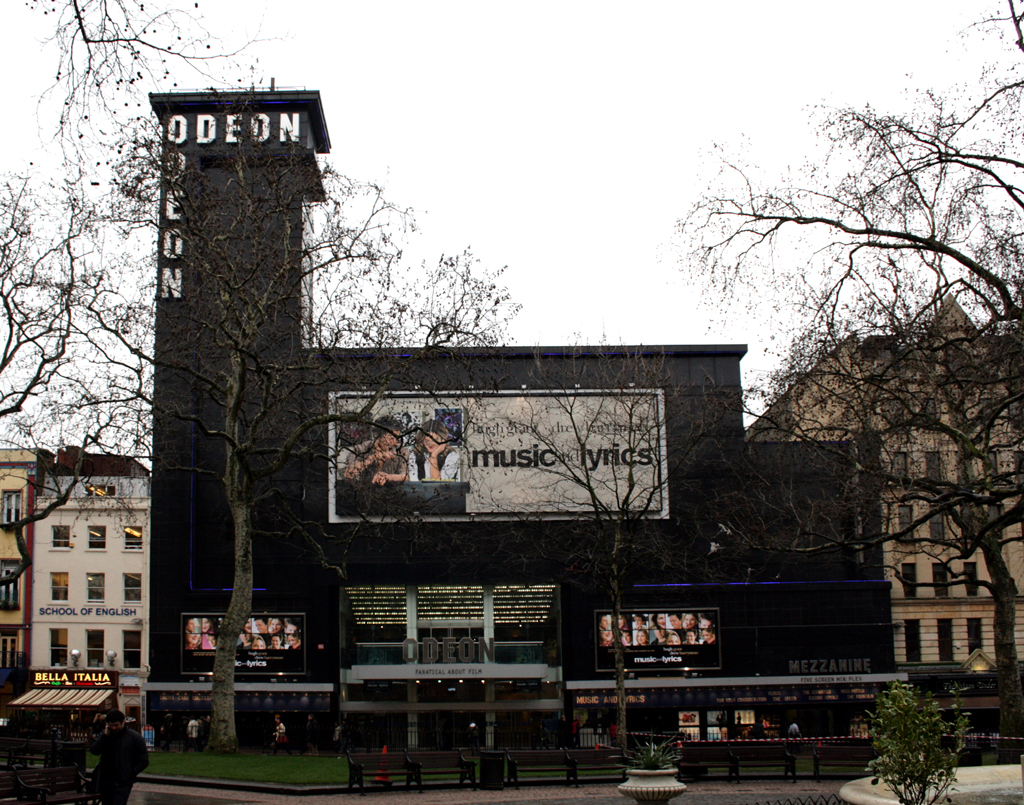
La premier internacional de Renaissance: A Film by Beyoncé se realizó el 30 de noviembre de 2023 en el Odeon Leicester Square de Londres.

Renaissance: A Film by Beyoncé estuvo disponible en cines a partir del 1 de diciembre de 2023. La fecha coincide con el Día Mundial de la Lucha contra el Sida debido a que un familiar de Beyoncé, Uncle Jonny, falleció en la década de los 90s a causa de complicaciones de VIH, y a quien el álbum sonoro está dedicado en su memoria por haber introducido a la cantante en la cultura ball y la música de baile de origen afroamericano. El rodaje se anunció inicialmente para ser estrenado en Estados Unidos, Canadá y México, países en los que se proyectaría durante al menos cuatro fines de semana y con opciones de visualización en formatos IMAX y Dolby Cinema. Disponibilidad internacional sería revelada posteriormente el 26 de octubre de 2023.
Su premier estadounidense fue el 25 de noviembre de 2023 en el Samuel Goldwyn Theater de Los Ángeles, mientras que el evento de estreno internacional se realizó el 30 de noviembre en el Odeon Leicester Square de Londres. Una ceremonia de lanzamiento posterior se llevó a cabo el 21 de diciembre de 2023 en Salvador de Bahía, Brasil, en la que Beyoncé hizo una aparición sorpresa para regresar al país por primera vez desde el 2013 con la gira The Mrs. Carter Show World Tour.

## Impacto
Las acciones de AMC, IMAX y Cinemark experimentaron un crecimiento tras el anuncio de la película. De acuerdo a Sarah Whitten de CNBC, el filme ofrecería un «favor muy necesario» a la industria cinematográfica que continúa recuperándose del impacto negativo de la pandemia de COVID-19. El jefe analista de Boxoffice, Shawn Robbins, comentó que Beyoncé ocuparía el usual periodo escaso comprendido entre el Día de Acción de Gracias y Navidad, el cual modificaría la manera en la que la industria se enfoca sobre esa «fase temporal muerta». Anwen Crawford de The Sydney Morning Herald señaló que el filme, junto con Taylor Swift: The Eras Tour (2023) y el relanzamiento de Stop Making Sense (1984) de Talking Heads, han marcado un hito en la revitalización del género de concierto. Jonathan Dean de The Times opinó que Renaissance es el «futuro de la música en vivo», debido a su impulso en dicha industria y en la cinematográfica dentro del Reino Unido.

## Recepción

### Taquilla
Para el 16 de enero de 2024, Renaissance: A Film by Beyoncé había recaudado $44.4 millones en taquilla global, con $33.9 millones en Estados Unidos y Canadá, y la cantidad restante obtenida de $10.5 millones en territorios internaciones.
En los Estados Unidos y Canadá, la cinta fue estrenada junto con Silent Night, Godzilla Minus One y The Shift, logrando un rendimiento comercial de $11.6 millones durante su primer día de disponibilidad (incluyendo $5 millones de funciones de prelanzamiento). Generó oficialmente en su debut $21.8 millones a través de 2 539 salas, colocándose en el primer puesto de taquilla y marcando el segundo mejor fin de semana de apertura para un estreno de diciembre, detrás de El último samurái (2003, $24.2 millones).
El filme debutó en el cuarto lugar de taquilla del Reino Unido y en el sexto de Australia, generando a su vez una cantidad inaugural de $5.5 millones a nivel internacional en 94 países con disponibilidad de proyección.

### Crítica
En el sitio web agregador de reseñas Rotten Tomatoes, el 97% de las 38 reseñas de los críticos son positivas, con una calificación promedio de 8.7/10. Metacritic, que utiliza una media ponderada, asignó una puntuación de 86 sobre 100 basada en 26 críticas, lo que indica «aclamación universal». El público encuestado por CinemaScore le dio a la película una calificación poco común de «A+» en una escala de A+ a F, mientras que en PostTrak ha sido calificada con un 97% de opiniones positivas y una «recomendación definitiva» del 90%.
En una reseña de cinco estrellas, Roisin O'Connor de The Independent indicó que la película «muestra un nivel de perfeccionismo mayor a otro artista» a través de «un notable y singular» adentramiento en la producción de la gira, comparando a Beyoncé con Steven Spielberg. O'Connor también enalteció los «asombrosos y extraordinarios» segmentos de interpretaciones en vivo, concluyendo que «el ritmo y espectáculo puro [del filme] dejan sin aliento. No hay nadie que se compare». Philip Cosores de Uproxx reseñó al proyecto como «dominante, valiente y afectivo», escribiendo que mientras el cine en 2023 se caracterizó por largometrajes (tales como Barbie y Oppenheimer) tratando de lograr el regreso presencial de audiencias a establecimientos, Beyoncé fue capaz de entregar momentos únicos con «el tipo de tensión y liberación eufórica que cineastas como Christopher Nolan y Greta Gerwig luchan por lograr».
Ross Bonaime de Collider caracterizó al filme como «estupendo» y una «vista tremenda sobre una de las mayores experiencias de concierto recientes, así también en lo que convierte a la cantante en una de las grandes de nuestros tiempos», donde Beyoncé «muestra sus infravalorados dotes como directora» en «otro nivel superior». Sughnen Yongo de Forbes precisó que el núcleo de la cinta es «el dominio artístico incomparable de Beyoncé», el cual «mezcla sutilmente música, baile y cine» en una «experiencia cinematográfica vívida y auténtica».
Mark Olsen de Los Angeles Times describió al producto como «sorprendente sincero», con la «notoriamente custodiada» Beyoncé revelando perspectivas detrás de escena de la gira y momentos íntimos con su familia. Steve Rose de The Guardian celebró las secciones «conmovedoras e intrigantes», las cuales exitosamente «dejan caer la fachada perfeccionista que Beyoncé perceptualmente exuda» y otorgan una visión interna a la «increíblemente lograda» gira.
En su crítica para The Hollywood Reporter, Angie Han elogió a la película como «una experiencia emocionante», realzando la edición innovadora y el diseño escenográfico maximalista. Katie Campione de Deadline llamó a Renaissance una «experiencia religiosa con visuales inmersivos y asombrosas interpretaciones», similarmente a Arianna Davis de Today, quien aseguró que la cinta «sobresale entre sus increíbles visuales» y que «es notable fue hecha para la pantalla grande».

### Premios y nominaciones
| Premio                   | Fecha de ceremonia  | Categoría                  | Receptores              | Resultado | Ref.   |
| ------------------------ | ------------------- | -------------------------- | ----------------------- | --------- | ------ |
| Black Reel Awards        | 16 de enero de 2024 | Mejor documental           | Beyoncé                 | Nominado  | [ 38 ] |
| Black Reel Awards        | 16 de enero de 2024 | Mejor canción original     | «My House»              | Nominada  | [ 38 ] |
| Black Reel Awards        | 16 de enero de 2024 | Mejor diseño de vestuario  | Beyoncé y Shiona Turini | Nominado  | [ 38 ] |
| Black Reel Awards        | 16 de enero de 2024 | Mejor diseño de producción | Hannah Beachler         | Nominado  | [ 38 ] |
| iHeartRadio Music Awards | 1 de abril de 2024  | Metraje favorito           | Beyoncé                 | Nominado  | [ 39 ] |

## Temáticas y análisis
Renaissance: A Film by Beyoncé ha sido descrita por múltiples portales de opinión como una «celebración a la negritud», y un lienzo que muestra la manera en que la intérprete «se sostiene en contra del desafío de ser vista y escuchada como una mujer racializada».
Kyle Denis de Billboard asentó que la película trata «tanto sobre la enigmática genio artística como de su comunidad», remarcando los grupos de personas que elaboraron el material detrás de escena, los asistentes de los recitales y los que «inspiraron el curso a través de la línea temporal de la liberación queer afroamericana» de la era musical de Renaissance. Angie Han de The Hollywood Reporter también felicitó a Beyoncé por rendir homenaje y acreditar a la comunidad queer y a los pioneros de la cultura ball, quien junto con Victoria Moss de Evening Standard destacó los «momentos profundos» de la cantante realizando un tributo a su pariente Uncle Jonny.